# The Proms

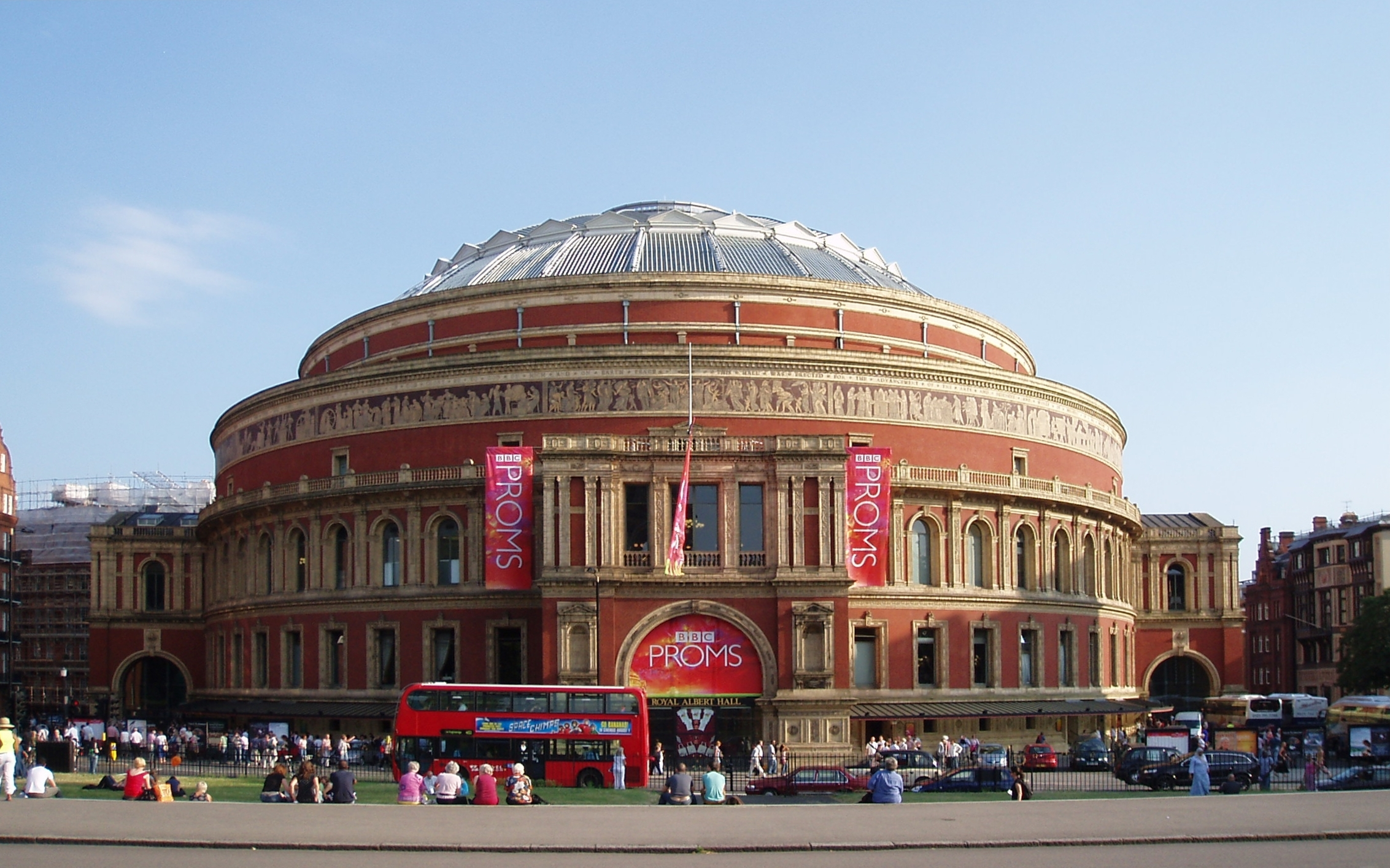
O Royal Albert Hall durante a temporada dos BBC Proms de 2008.

The Proms, formalmente conhecidos como The BBC Proms  ou The Henry Wood Promenade Concerts presented by the BBC,  é a denominação de uma festival anual de oito semanas que inclui concertos de música clássica e outros eventos que se realizam predominantemente no Royal Albert Hall, no centro de Londres.  Criado em 1895,  atualmente o festival inclui mais de setenta apresentações no Albert Hall, além de uma série de concertos de câmara no Cadogan Hall, eventos adicionais nos  parques de todo o Reino Unido na última noite, e eventos educacionais  para crianças. Em 2009, o número total de apresentações atingiu uma centena pela primeira vez. No contexto de festivais de música clássica, Jiří Bělohlávek descreveu os Proms como "o maior e mais democrático festival de música do mundo".

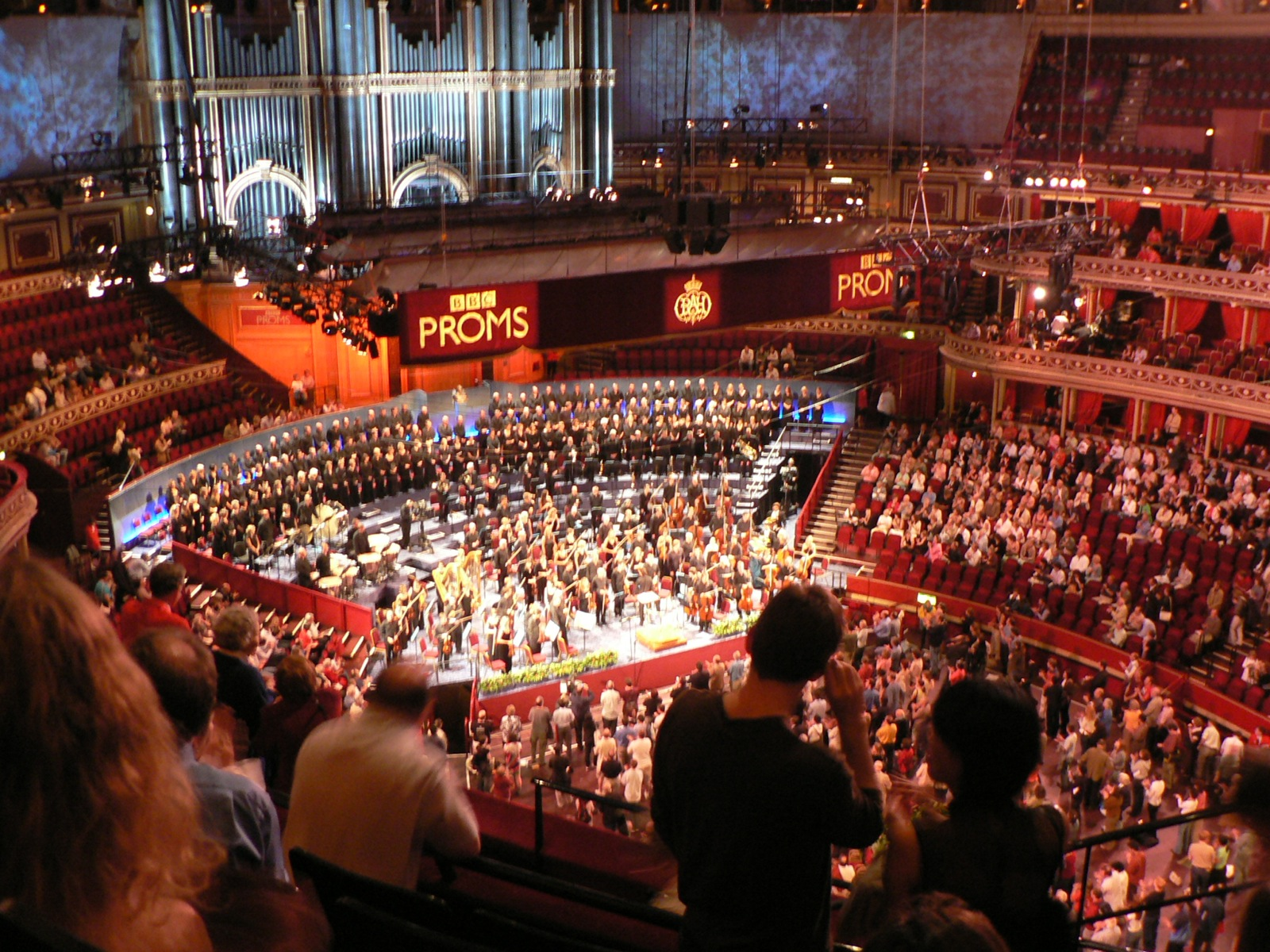
Os Proms de 2005. A maioria das pessoas sentam-se, enquanto os "Promenaders" ficam na frente da orquestra. O órgão do Royal Albert Hall está no plano de fundo.

Prom é a simplificação da expressão promenade concert ('concerto em lugares de passeio'), que originalmente se referia aos concertos ao ar livre nos pleasure gardens  (jardins de recreação) londrinos, onde o público ficava livre para passear enquanto a orquestra tocava. De fato, essa tradição foi revivida em parques e jardins pelo Reino Unido com promenade concerts como os Battle Proms. No contexto dos BBC Proms, "Prom" agora se refere ao uso de áreas dos salões (a arena e a galeria) em que o público fica de pé, e que têm preços mais baixos do que nas outras posições. A compra de entradas para concertos únicos só pode ser feita no dia das apresentações, o que pode gerar longas filas para concertos de artistas e obras famosos. Os frequentadores dos concertos dos Proms, especialmente os que ficam de pé nas apresentações, são comumente descritos como "Promenaders", mas são mais frequentemente chamados de "Prommers". Os Prommers podem comprar bilhetes para a temporada inteira ao invés da entrada única, para garantia de entrada em todos os concertos da temporada (até vinte minutos antes do início da apresentação), mas não têm a certeza de garantir um lugar em particular. Alguns Prommers têm uma frequência especialmente forte. Em 1997, um programa da série de documentários da BBC Modern Times tratou desses dedicados entusiastas.